# Chloris radiata
Chloris radiata es una especie gramínea de la familia Poaceae nativa de América, se le puede llamar también xeleño.

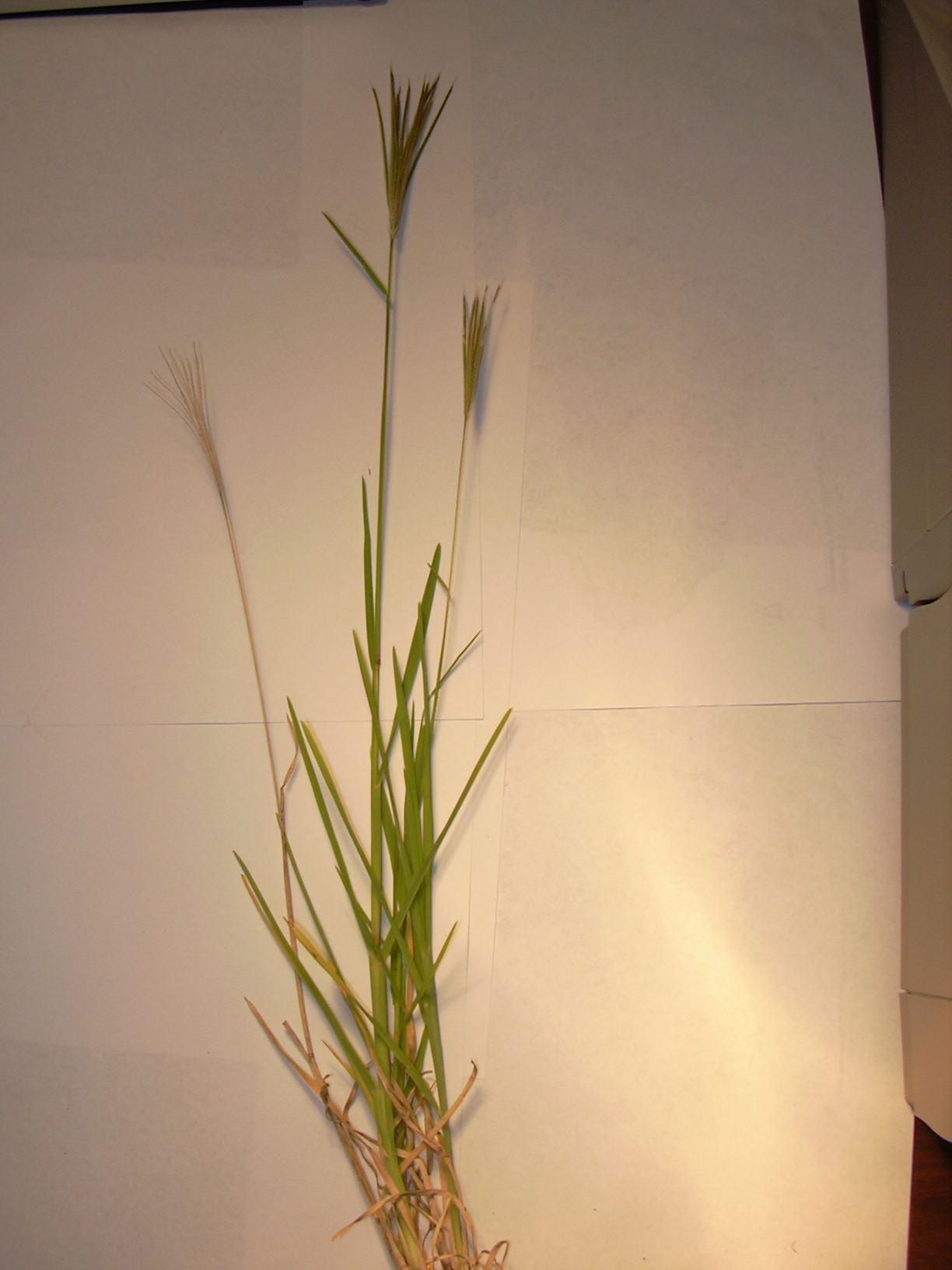
Detalle

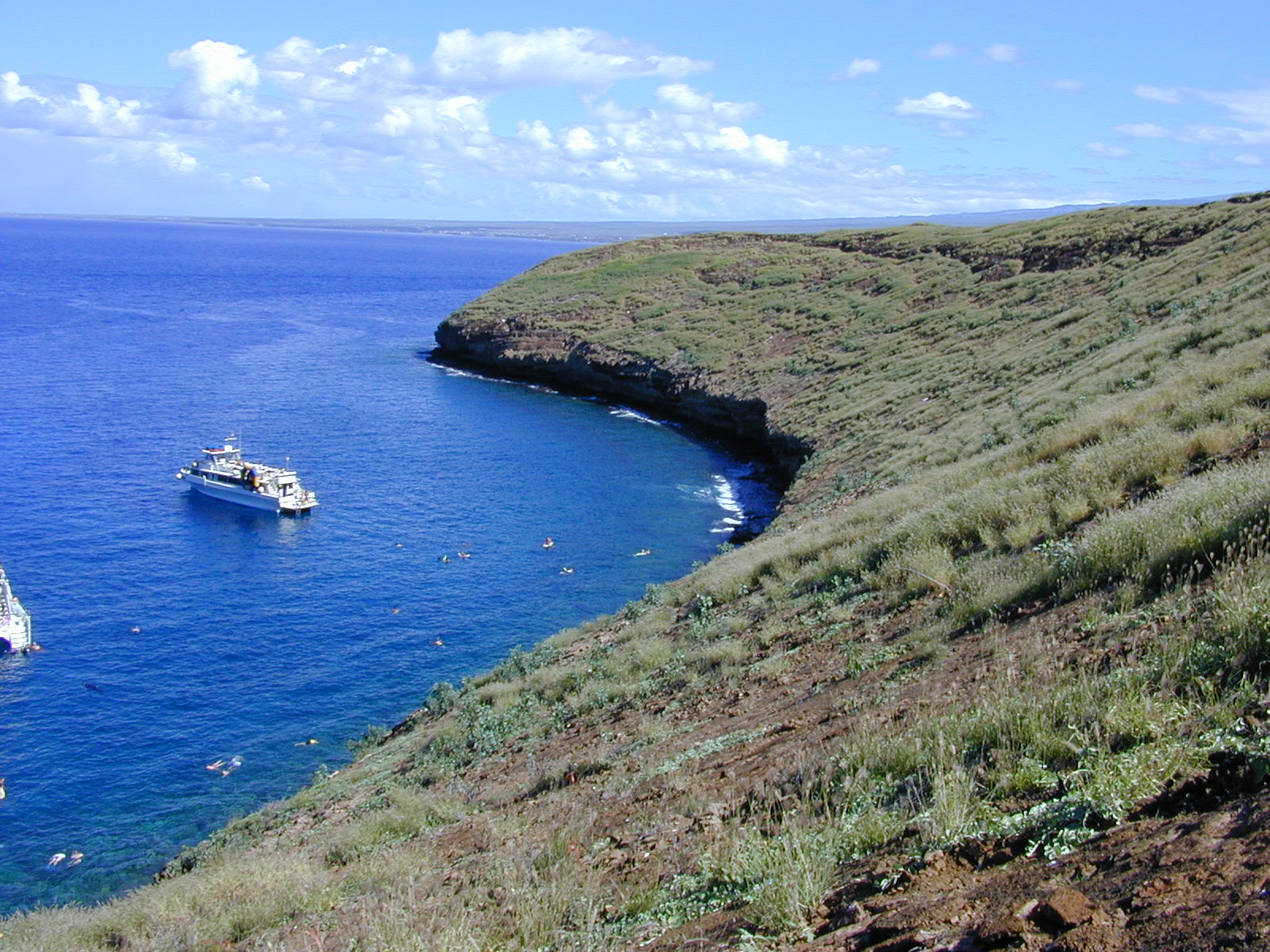
Hábitat

## Descripción
Son plantas anuales con estolones cortos; con tallos de 15–60 cm de alto, erectos, ramificados. Hojas glabras a hirsutas; lígula de 0.5–0.7 mm de largo; láminas 6–12 cm de largo y 3–5 mm de ancho, aplanadas o plegadas, generalmente pilosas, agudas. Espigas 4–18, 3.5–7 cm de largo, en 1 o 2 verticilos, ascendentes a divergentes; espiguillas 2.5–3.5 mm de largo, densamente imbricadas; gluma inferior 1.5–2.4 mm de largo, gluma superior 2.2–3.4 mm de largo; flósculos 2; lema fértil 2.5–3.4 mm de largo, lanceolada a elíptica, los márgenes cortamente ciliados en la 1/2 superior, la quilla glabra, la arista 7–13 mm de largo; anteras ca 0.5 mm de largo; flósculo rudimentario 1, 0.5–1.5 mm de largo y de 0.1 mm de ancho, linear, agudo, la arista 2–7.5 mm de largo.

## Distribución y hábitat
Es una especie común, que se encuentra en las orillas de caminos, cafetales, a una altitud de 200–1300 metros; fl y fr durante todo el año; desde el sur de los Estados Unidos a Bolivia, Brasil y en las Antillas.

## Taxonomía
El género fue descrito por (L.) Sw. y publicado en Nova Genera et Species Plantarum seu Prodromus 26. 1788.
Etimología
Chloris: nombre genérico que deriva del griego chloros (verde), refiriéndose a las hojas; Como alternativa, el nombre de Chloris (La verde), en la mitología griega es la diosa de las flores.
radiata: epíteto latíno que significa "radiante".
Sinonimia
- Actinochloa ciliata Willd. ex P.Beauv.
- Agrostis radiata L.
- Chloris crinita Salzm. ex Döll
- Chloris durandiana Schult.
- Chloris glaucescens Steud.
- Chloris gracilis P.Durand
- Chloris pallida Willd.
- Chloris radiata var. longiaristata C.Müll.
- Chloris scoparia Desf.
- Chloris tacnensis Steud.
- Chloris virgata P.Durand
- Chondrosum ciliatum P.Beauv.
- Cynosurus scoparius Lam.
- Gymnopogon radiatus (L.) Parodi[4][5]